# 比嘉真梨代
比嘉 真梨代（ひが まりよ、1988年10月13日 - ）は、沖縄県出身の女子競輪選手。日本競輪選手会鹿児島支部所属（登録地は沖縄県）、ホームバンクは沖縄県総合運動公園自転車競技場。日本競輪学校（当時。以下、競輪学校）第114期生。沖縄県を登録地とする初の女子競輪選手でもある。

## 経歴
小学校時代から陸上競技を始め、中部商業高校時代には59回全国高等学校陸上競技南九州大会の走幅跳および走高跳で優勝という実績を残した。
名桜大学に進学後は陸上競技から引退、大学卒業後は自動車ディーラーの営業を経て琉球大学の職員として働いていた。通っていたトレーニングジムで佐藤慎太郎らにガールズケイリンを勧められ、競輪選手を目指すことになった。
2017年1月12日、競輪学校第114回技能試験に合格。在校競走成績は7位（11勝）。
2018年7月11日、防府競輪場でデビューし4着。初勝利は同年10月11日の別府競輪場で挙げた。
2021年9月9日、奈良FII（ナイター）で初優勝。
2024年10月14日、松山FII（ミッドナイト）で約3年ぶり、2回目の優勝。